# امبرون
امبرون (به انگلیسی: Embrun) یک منطقهٔ مسکونی در کانادا است که در شهرستان‌های پرسکات و راسل واقع شده‌است.

## خصوصیات
امبرون ۸۱٫۶۹۴ کیلومترمربع مساحت و ۸٬۶۶۹ نفر جمعیت دارد و ۶۰ متر بالاتر از سطح دریا واقع شده‌است.